# Говорков, Владимир Иванович
Владимир Иванович Говорков (5 мая 1905— 30 января 1955) — советский государственный деятель, министр коммунального хозяйства РСФСР (1946—1949).

## Биография
В 1944—1945 гг. — заместитель начальника Управления промысловой кооперации при Совете Министров РСФСР.
В 1946—1949 гг. — министр коммунального хозяйства РСФСР.
С августа 1950 г. — и. о. начальника Управления промысловой кооперации при Совете Министров РСФСР.
В 1951 г. был назначен на должность ректора Московского высшего художественно-промышленного училища.
Инициировал переезд училища в новое здание на Волоколамском шоссе, д. 9, фактически санкционировал его самозахват (объект не был сдан в эксплуатацию). До официального новоселья не дожил — скоропостижно умер.
Депутат Верховного Совета РСФСР 2-го созыва (1947—1951).